# کوه نائاراهو

نگاره‌ای ثبت‌شده از فراز کوه تونگاریرو از قلهٔ کوه آتشفشانی نائاراهو. همچنین در پشت کوه نائاراهو، کوه روپهو با قلهٔ پوشیده از برف قابل مشاهده است.

کوه نائاراهو (به انگلیسی: Mount Ngauruhoe) یک آتشفشان چینه‌ای فعال در جزیره شمالی، نیوزیلند است.
این کوه، دارای جوان‌ترین دریچه در مجتمع آتشفشانی تونگاریرو (en) در فلات مرکزی جزیره شمالی (en) است.
اولین‌بار این آتشفشان حدود ۲٬۵۰۰ سال پیش فوران کرد. گرچه غالباً به عنوان کوهی جداگانه در نظر گرفته می‌شود، اما از لحاظ زمین‌شناسی مخروط ثانویهٔ کوه تونگاریرو است.